# Équipe de France de football en 2025
Maillots
Cet article traite de l'année 2025 de l'Équipe de France de football.

## Résultats détaillés
| Ligue des nations - ¼ de finale aller              | Croatie | 2 - 0   | France |                                                                     |                                                                     |
| 20 mars 2025 · 20 h 45 · Historique des rencontres | 26e Budimir (Perišić ) · 45+1e Perišić | (2 - 0) | | Stade de Poljud, Split Spectateurs : 30 581 Arbitrage : Espen Eskås | Stade de Poljud, Split Spectateurs : 30 581 Arbitrage : Espen Eskås |
| 20 mars 2025 · 20 h 45 · Historique des rencontres | Livaković - Stanišić, Šutalo, Ćaleta-Car, Gvardiol - Modrić , Kovačić - Kramarić (Sučić, 85e), Baturina (Pašalić, 60e), Perišić (Vlašić, 70e) - Budimir (Ivanović, 60e) | Équipes | Maignan - Koundé, Konaté (Upamecano, 46e), Saliba, Digne - Guendouzi (Koné, 84e), Tchouaméni, Rabiot (Camavinga, 64e) - Mbappé , Dembélé (Olise, 84e), Kolo Muani (Barcola, 64e) | Stade de Poljud, Split Spectateurs : 30 581 Arbitrage : Espen Eskås | Stade de Poljud, Split Spectateurs : 30 581 Arbitrage : Espen Eskås |

| Ligue des nations - ¼ de finale retour             | France | 2 - 0 ap 5 - 4 t. a. b. | Croatie |                                                                              |                                                                              |
| 23 mars 2025 · 20 h 45 · Historique des rencontres | 52e Olise · 80e Dembelé (Olise ) | (0 - 0, 2 - 0, 2 - 0)   | | Stade de France, Saint-Denis Spectateurs : 77 502 Arbitrage : Michael Oliver | Stade de France, Saint-Denis Spectateurs : 77 502 Arbitrage : Michael Oliver |
| 23 mars 2025 · 20 h 45 · Historique des rencontres | Mbappé · Tchouaméni · Koundé · Kolo Muani · T.Hernandez · Doué · Upamecano                                                                                                 | Tirs au but 5 - 4       | Baturina · Moro · F.Ivanović · Pašalić · Jakić · Ćaleta-Car · Stanišić · | Stade de France, Saint-Denis Spectateurs : 77 502 Arbitrage : Michael Oliver | Stade de France, Saint-Denis Spectateurs : 77 502 Arbitrage : Michael Oliver |
| 23 mars 2025 · 20 h 45 · Historique des rencontres | Maignan - T.Hernandez, Saliba, Upamecano, Koundé - Tchouaméni, Koné (Zaïre-Emery, 111e) - Barcola (Doué, 66e), Olise (Camavinga, 106e), Dembélé (Kolo Muani, 99e) - Mbappé | Équipes                 | Livaković - Stanišić, Šutalo, Ćaleta-Car, Gvardiol (Pongračić, 106e) - Modrić (Moro, 82e), Kovačić (Jakić, 82e) - Perišić (Pašalić, 71e), Sučić, Kramarić (Baturina, 71e) - Budimir (Ivanović, 60e) | Stade de France, Saint-Denis Spectateurs : 77 502 Arbitrage : Michael Oliver | Stade de France, Saint-Denis Spectateurs : 77 502 Arbitrage : Michael Oliver |

| Ligue des nations - ½ finale                      | Espagne | 5 - 4   | France |                                                                            |                                                                            |
| 5 juin 2025 · 21 h 00 · Historique des rencontres | 22e Williams (Oyarzabal ) · 25e Merino (Oyarzabal ) · 54e (pen.) Yamal · 55e Pedri · 67e Yamal                                                                           | (2 - 0) | 59e (pen.) Mbappé · 79e Cherki · 84e (csc) Vivian · 90+3e Kolo Muani (Cherki )                                                                                               | Stuttgart Arena, Stuttgart Spectateurs : 51 724 Arbitrage : Michael Oliver | Stuttgart Arena, Stuttgart Spectateurs : 51 724 Arbitrage : Michael Oliver |
| 5 juin 2025 · 21 h 00 · Historique des rencontres | Simón - Porro, Le Normand (Vivian, 77e), Huijsen, Cucurella - Merino (Gavi, 90e), Zubimendi, Pedri (Ruiz, 64e) - Yamal, Williams (Olmo, 64e) , Oyarzabal (Aghehowa, 77e) | Équipes | Maignan - Kalulu (Gusto, 63e), Konaté, Lenglet (L.Hernandez, 72e), T.Hernandez - Koné, Rabiot - Dembélé (Kolo Muani, 76e), Olise (Cherki, 63e), Doué (Barcola, 63e) - Mbappé | Stuttgart Arena, Stuttgart Spectateurs : 51 724 Arbitrage : Michael Oliver | Stuttgart Arena, Stuttgart Spectateurs : 51 724 Arbitrage : Michael Oliver |

| Ligue des nations - Petite finale                 | Allemagne | 0 - 2   | France |                                                                                |                                                                                |
| 8 juin 2025 · 15 h 00 · Historique des rencontres | | (0 - 1) | 45e Mbappé (Tchouaméni ) · 84e Olise (Mbappé ) | Stuttgart Arena, Stuttgart Spectateurs : 51 313 Arbitrage : Ivan Kružliak (en) | Stuttgart Arena, Stuttgart Spectateurs : 51 313 Arbitrage : Ivan Kružliak (en) |
| 8 juin 2025 · 15 h 00 · Historique des rencontres | ter Stegen - Kimmich , Tah, Koch, Raum (Mittelstädt, 65e) - Groß (Kehrer, 73e), Goretzka (Bischof, 65e) - Woltemade (Undav, 46e), Wirtz, Adeyemi (Gnabry, 78e) - Füllkrug | Équipes | Maignan - Gusto, Badé, L.Hernandez, Digne - Tchouaméni (Koné, 68e), Rabiot - Kolo Muani (Doué, 68e), Cherki (Olise, 68e), Thuram (Guendouzi, 90e) - Mbappé | Stuttgart Arena, Stuttgart Spectateurs : 51 313 Arbitrage : Ivan Kružliak (en) | Stuttgart Arena, Stuttgart Spectateurs : 51 313 Arbitrage : Ivan Kružliak (en) |

| Qualification Coupe du monde                           | Ukraine | - | France |                          |                          |
| 5 septembre 2025 · 20 h 45 · Historique des rencontres |         |   |        | Stade municipal, Wrocław | Stade municipal, Wrocław |

| Qualification Coupe du monde                           | France | - | Islande |                         |                         |
| 9 septembre 2025 · 20 h 45 · Historique des rencontres |        |   |         | Parc des Princes, Paris | Parc des Princes, Paris |

| Qualification Coupe du monde                          | France | - | Azerbaïdjan |                         |                         |
| 10 octobre 2025 · 20 h 45 · Historique des rencontres |        |   |             | Parc des Princes, Paris | Parc des Princes, Paris |

| Qualification Coupe du monde                | Islande | - | France |                             |                             |
| 13 octobre 2025 · Historique des rencontres |         |   |        | Laugardalsvöllur, Reykjavik | Laugardalsvöllur, Reykjavik |

| Qualification Coupe du monde                           | France | - | Ukraine |                         |                         |
| 13 novembre 2025 · 20 h 45 · Historique des rencontres |        |   |         | Parc des Princes, Paris | Parc des Princes, Paris |

| Qualification Coupe du monde                 | Azerbaïdjan | - | France |                        |                        |
| 16 novembre 2025 · Historique des rencontres |             |   |        | Stade olympique, Bakou | Stade olympique, Bakou |

## Statistiques

### Temps de jeu des joueurs
| Joueurs             |                 |                 |                     |                 |                 |                 |                 |                 |                 |                 | Total           |
| Gardiens de but     | Gardiens de but | Gardiens de but | Gardiens de but     | Gardiens de but | Gardiens de but | Gardiens de but | Gardiens de but | Gardiens de but | Gardiens de but | Gardiens de but | Gardiens de but |
| ------------------- | --------------- | --------------- | ------------------- | --------------- | --------------- | --------------- | --------------- | --------------- | --------------- | --------------- | --------------- |
| Mike Maignan        | 90              | 120             | 90                  | 90              |                 |                 |                 |                 |                 |                 |                 |
| Brice Samba         | r               | r               | r                   | r               |                 |                 |                 |                 |                 |                 |                 |
| Lucas Chevalier     | r               | r               | r                   | r               |                 |                 |                 |                 |                 |                 |                 |
| Défenseurs          |                 |                 |                     |                 |                 |                 |                 |                 |                 |                 |                 |
| Lucas Hernandez     |                 |                 | 72e                 | 90 · 61e        |                 |                 |                 |                 |                 |                 |                 |
| Théo Hernandez      | r               | 120             | 90 · 82e            | r               |                 |                 |                 |                 |                 |                 |                 |
| Jules Koundé        | 90              | 120             |                     |                 |                 |                 |                 |                 |                 |                 |                 |
| Dayot Upamecano     | 46e · 75e       | 120             |                     |                 |                 |                 |                 |                 |                 |                 |                 |
| Ibrahima Konaté     | 46e             | r               | 90                  | r               |                 |                 |                 |                 |                 |                 |                 |
| Benjamin Pavard     | r               | r               | r                   | r               |                 |                 |                 |                 |                 |                 |                 |
| William Saliba      | 90              | 120             |                     |                 |                 |                 |                 |                 |                 |                 |                 |
| Loïc Badé           |                 |                 | r                   | 90              |                 |                 |                 |                 |                 |                 |                 |
| Clément Lenglet     |                 |                 | 72e                 |                 |                 |                 |                 |                 |                 |                 |                 |
| Jonathan Clauss     | r               | r               |                     |                 |                 |                 |                 |                 |                 |                 |                 |
| Lucas Digne         | 90              | r               | r                   | 90 · 12e        |                 |                 |                 |                 |                 |                 |                 |
| Malo Gusto          |                 |                 | 63e                 | 90              |                 |                 |                 |                 |                 |                 |                 |
| Pierre Kalulu       |                 |                 | 63e                 | r               |                 |                 |                 |                 |                 |                 |                 |
| Milieux de terrain  |                 |                 |                     |                 |                 |                 |                 |                 |                 |                 |                 |
| Aurélien Tchouaméni | 90 · 74e        | 120             | r                   | 68e             |                 |                 |                 |                 |                 |                 |                 |
| Adrien Rabiot       | 64e             | r               | 90 · 51e            | 90              |                 |                 |                 |                 |                 |                 |                 |
| Eduardo Camavinga   | 64e             | 106e            |                     |                 |                 |                 |                 |                 |                 |                 |                 |
| Mattéo Guendouzi    | 84e             | r               | r                   | 90e             |                 |                 |                 |                 |                 |                 |                 |
| Warren Zaïre-Emery  | r               | 111e            | r                   | r               |                 |                 |                 |                 |                 |                 |                 |
| Manu Koné           | 84e             | 111e            | 90 · 90+7e          | 68e             |                 |                 |                 |                 |                 |                 |                 |
| Attaquants          |                 |                 |                     |                 |                 |                 |                 |                 |                 |                 |                 |
| Kylian Mbappé       | 90              | 120 · 37e       | 90 · 59e            | 90 · 45e        |                 |                 |                 |                 |                 |                 |                 |
| Ousmane Dembélé     | 84e             | 99e · 80e       | 76e                 |                 |                 |                 |                 |                 |                 |                 |                 |
| Marcus Thuram       |                 |                 | r                   | 90e             |                 |                 |                 |                 |                 |                 |                 |
| Randal Kolo Muani   | 64e             | 99e · 103e      | 76e · 90+3e · 90+4e | 68e             |                 |                 |                 |                 |                 |                 |                 |
| Bradley Barcola     | 64e             | 66e             | 63e                 |                 |                 |                 |                 |                 |                 |                 |                 |
| Michael Olise       | 84e             | 106e · 52e      | 63e                 | 68e · 84e       |                 |                 |                 |                 |                 |                 |                 |
| Désiré Doué         | r               | 66e             | 63e                 | 68e             |                 |                 |                 |                 |                 |                 |                 |
| Rayan Cherki        |                 |                 | 63e · 79e           | 68e             |                 |                 |                 |                 |                 |                 |                 |

Un « r » indique un joueur qui était dans les remplaçants mais qui n'est pas entré en jeu.

## Aspects socio-économiques

### Audiences télévisuelles
| Jour de diffusion | Match                | Compétition                                | Diffuseur | Téléspectateurs | Part d'audience | Référence |
| ----------------- | -------------------- | ------------------------------------------ | --------- | --------------- | --------------- | --------- |
| 20 mars 2025      | Croatie – France     | Ligue des nations (¼ de finale aller)      | TF1       | 4 995 000       | 27,1 %          | [ 4 ]     |
| 23 mars 2025      | France – Croatie     | Ligue des nations (¼ de finale retour)     | TF1       | 6 300 000       | 34,3 %          | [ 5 ]     |
| 5 juin 2025       | Espagne – France     | Ligue des nations (½ finale)               | TF1       | 6 572 000       | 35,2 %          | [ 6 ]     |
| 8 juin 2025       | Allemagne – France   | Ligue des nations (match pour la 3e place) | TF1       | 3 404 000       | 31,1 %          | [ 7 ]     |
| 5 septembre 2025  | Ukraine – France     | Qualifications Coupe du monde 2026         | TF1       |                 |                 |           |
| 9 septembre 2025  | France – Islande     | Qualifications Coupe du monde 2026         | TF1       |                 |                 |           |
| 10 octobre 2025   | France – Azerbaïdjan | Qualifications Coupe du monde 2026         | TF1       |                 |                 |           |
| 13 octobre 2025   | Islande – France     | Qualifications Coupe du monde 2026         | TF1       |                 |                 |           |
| 13 novembre 2025  | France – Ukraine     | Qualifications Coupe du monde 2026         | TF1       |                 |                 |           |
| 16 novembre 2025  | Azerbaïdjan – France | Qualifications Coupe du monde 2026         | TF1       |                 |                 |           |